# لاکویناک
لاکویناک (به انگلیسی: Lochwinnoch) یک روستا در بریتانیا است که در رنفروشر واقع شده‌است. لاکویناک ۲٬۶۲۸ نفر جمعیت دارد.